# Frat Party at the Pankake Festival
Frat Party at the Pankake Festival — первый видеоальбом рок-группы Linkin Park, вышедший 20 ноября 2001 года на лейблах Warner Bros. Records и Warner Reprise Video. Продюсерами данного альбома являются Билл Берг-Хиллингер, Джо Хан, Дэвид Мэй и Анджела Смит.

## Описание
Запись видеоальбома Frat Party at the Pankake Festival велась группой во время тура в поддержку дебютного альбома Hybrid Theory. На видеоальбоме присутствуют все официальные клипы на песни с первого альбома, видео со съёмок тех самых клипов, концертные выступления, аудио бонус-треков и несколько видео о ребятах из группы. Для Frat Party at the Pankake Festival также были сделаны эксклюзивные клипы на песни «Points of Authority» и «Cure for the Itch», которые были выложены на официальный YouTube-канал Linkin Park в честь пятнадцатилетия альбома Hybrid Theory. Клип на «Cure for the Itch» длится всего пятьдесят пять секунд, так как из по неизвестной причине была вырезана остальная часть песни. На диске также присутствует множество «пасхальных яиц».
На некоторых записях также можно заметить других рок-музыкантов, участвовавших в туре Hybrid Theory World Tour вместе с Linkin Park. Среди них Дэвид Дрейман и Дэн Дониган из Disturbed, DJ Starscream из Slipknot, Чино Морено и Стивен Карпентер из Deftones.

## Список композиций
| №   | Название                  | Длительность |
| --- | ------------------------- | ------------ |
| 1.  | «Вступление»              |              |
| 2.  | «Papercut»                |              |
| 3.  | «Начало»                  |              |
| 4.  | «Points of Authority»     |              |
| 5.  | «Живое шоу»               |              |
| 6.  | «Crawling» (Съёмки видео) |              |
| 7.  | «Crawling»                |              |
| 8.  | «Тур»                     |              |
| 9.  | «Cure for the Itch»       |              |
| 10. | «Группа»                  |              |
| 11. | «One Step Closer»         |              |
| 12. | «Будущее»                 |              |
| 13. | «In the End»              |              |
| 14. | «Конец»                   |              |

| №  | Название                                               | Длительность |
| -- | ------------------------------------------------------ | ------------ |
| 1. | «In the End» (Съёмки видео)                            |              |
| 2. | «Crawling» (Живое видео с различными углами просмотра) |              |
| 3. | «Художественная часть Майка и Джо»                     |              |
| 4. | «Татуировки Честера»                                   |              |
| 5. | «Crawling» (Bryson Bluegrass Version) (Аудио)          |              |
| 6. | «High Voltage» (Аудио)                                 |              |
| 7. | «My December» (Аудио)                                  |              |
| 8. | «Ссылки»                                               |              |

| №  | Название                                              | Длительность |
| -- | ----------------------------------------------------- | ------------ |
| 1. | «Esaul» (Живое видео 1999 года)                       |              |
| 2. | «Points of Authority» (Живое видео c Dragon Festival) |              |
| 3. | «Приключения группы в Лондоне»                        |              |
| 4. | «One Step Closer, The Humble Brothers Remix» (Аудио)  |              |
| 5. | «Эксклюзивные материалы о Reanimation»                |              |

## Сертификации
| Регион | Сертификация | Продажи  |
| --- | ------------ | -------- |
| Бразилия (ABPD) | Золотой      | 25 000*  |
| Великобритания (BPI) | Золотой      | 25 000^  |
| США (RIAA) | Платиновый   | 100 000^ |
| * Данные о продажах приведены только на основе сертификации. ^ Данные о тиражах приведены только на основе сертификации. |              |          |